# أراك مرة أخرى (أغنية مايلي سايرس)
«أراك مرة أخرى» (بالإنجليزية: See You Again)‏ هي أغنية بوب للفنانة الأمريكية مايلي سايرس. أصدرت الأغنية في 19 ديسمبر، 2007 كالأغنية المنفردة الرئيسية من ألبوم سايرس الأول التق مايلي سايرس. قام روك مافيا بغعادة تلحين الأغنية وأصدرت مرة أخرى في عدد من البلدان في 11 أغسطس، 2008، كالأغنية المنفردة الثانية من الخروج. تتحدث الأغنية عن علاقة حب بين مراهقين.
لاقت الأغنية استحسان النقاد، وشكلت نجاحاً تجارياً.

## روابط خارجية
- أراك مرة أخرى على موقع أول موفي (الإنجليزية)